# Astragalus holosemius
Astragalus holosemius är en ärtväxtart som beskrevs av Aleksandr Andrejevitj Bunge. Astragalus holosemius ingår i släktet vedlar, och familjen ärtväxter. Inga underarter finns listade i Catalogue of Life.